# 花園町 (名古屋市)
花園町（はなぞのちょう）は、愛知県名古屋市中区の地名。

## 歴史

### 沿革
- 1878年（明治11年）12月20日 - 城代町の一部により、名古屋区花園町として成立[1]。『名古屋市史』では、園町を同年改称したものとするという[4]。
- 1889年（明治22年）10月1日 - 名古屋市成立に伴い、同市花園町となる[5]。
- 1908年（明治41年）4月1日 - 中区成立に伴い、同区花園町となる[1]。
- 1969年（昭和44年）10月21日 - 住居表示実施に伴い、大須一丁目および同二丁目に編入され、消滅[1]。